# Sainte-Colombe-sur-l'Hers
Sainte-Colombe-sur-l'Hers is een gemeente in het Franse departement Aude (regio Occitanie) en telt 539 inwoners (1999). De plaats maakt deel uit van het arrondissement Limoux.

## Geografie
De oppervlakte van Sainte-Colombe-sur-l'Hers bedraagt 10,6 km², de bevolkingsdichtheid is 50,8 inwoners per km².

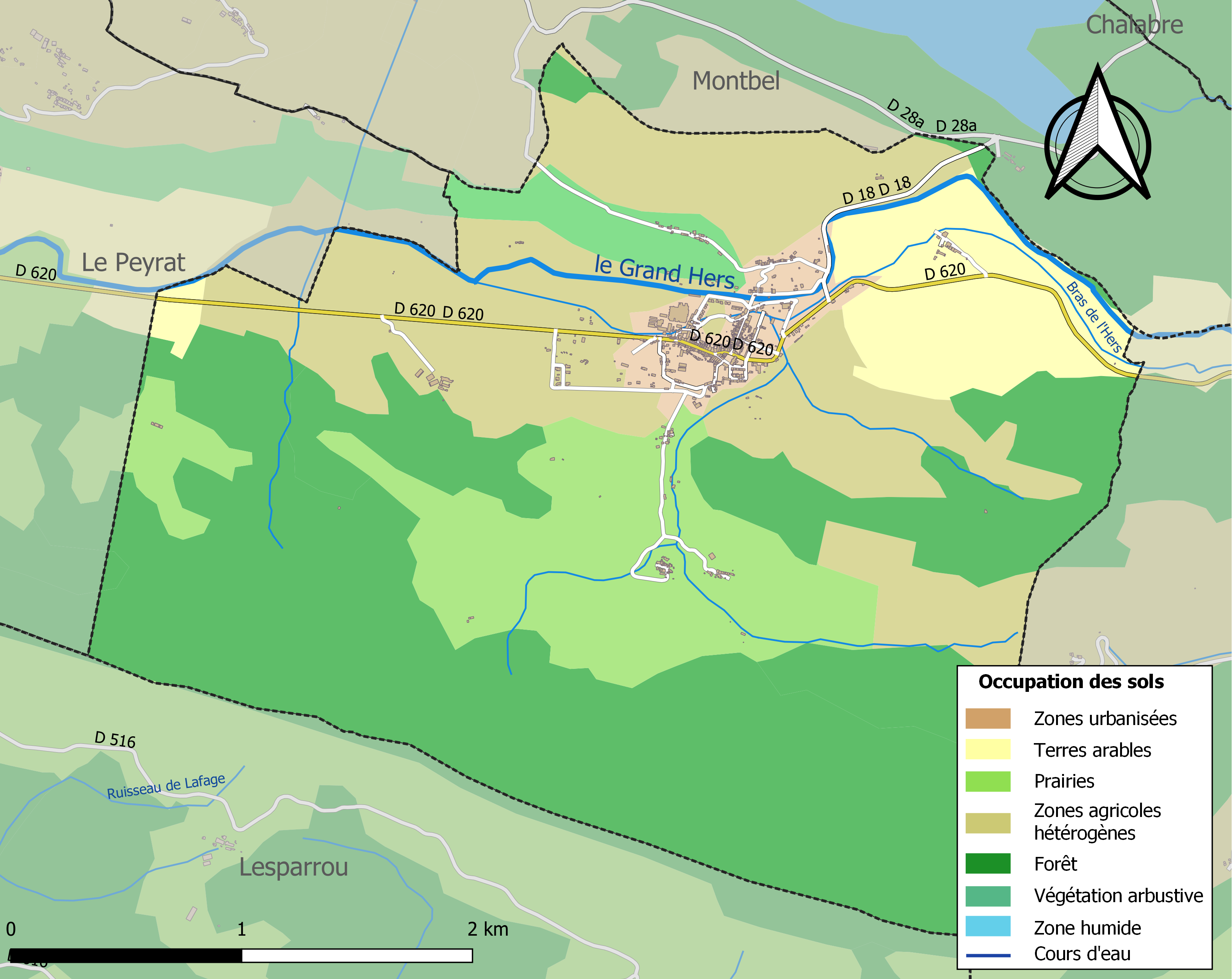
Kaart van de gemeente met de belangrijkste infrastructuur, bodemgebruik en omliggende gemeenten

## Demografie
Onderstaande figuur toont het verloop van het inwonertal (bron: INSEE-tellingen).
Vanwege een beveiligingsprobleem met de MediaWiki Graph-software is het momenteel niet mogelijk deze grafiek weer te geven. Zodra de software is bijgewerkt zal de grafiek vanzelf weer zichtbaar worden.